# WM-80
WM-80 je kineski 273 mm višecijevni raketni lanser. Cijeli sustav kao osnovu rabi kamion Taian TAS-5380 te se sastoji od dva lansera gdje se unutar svakog nalaze po četiri lansirne cijevi za rakete kalibra 273 mm. Sami lanseri se mogu okretati vodoravno i okomito.
Sam sustav je namijenjen izvoznom tržištu te nije korišten u Kini zbog naprednijeg raketnog lansera A-100.

## Rakete
Rakete namijenjene WM-80 su razvijene u tri inačice:
- raketa s fragmentacijskom bojnom glavom mase do 150 kg koja je punjena RDX ili TNT eksplozivom. Njena aktivacija vrši se MD-23A upaljačem ili WJ-6A udaraljkom osigurača. Prilikom eksplozije njeni fragmenti se raspršuju u krugu od 70 metara.
- raketa s kazetnom bojnom glavom koja sadrži 380 manjih bombica. Svaka od njih stvara ubojit domet od sedam metara te može probiti čelični oklop debljine 80 - 100 mm.
- raketa s aerosolnom (termobaričkom) bojnom glavom koja je smrtonosna u radijusu od 25 metara.

Kod modela WM-80 raketa je duga 4,58 m, pogonjena je krutim gorivom te može postići brzinu od 3,4 Macha. Masa same rakete je 5.050 kg a bojne glave 150 kg. Maksimalni domet rakete je 80 km uz odstupanje od max. 2 %.

## Inačice
- Type 83 / WM-40: prvotni model s četiri lansirne cijevi koji je ispaljivao rakete max. dometa 40 km. Također, za razliku od svojih nasljednika, bio je u kineskoj vojnoj službi (Type 83). Inačica WM-40 je ponuđena stranom tržištu.
- WM-80: standardna inačica s osam cijevi i max. dometom od 80 km.
- WM-120: posljednja inačica s ugrađenim GPS sustavom navođenja. Max. domet rakete iznosi 120 km s vjerojatnošću pogreške od 50 metara.[1]

## Korisnici
- Armenija: prvi strani kupac kojem su 1999. godine prodana četiri raketna lansera.[2]
- Jordan: 2010. je kupljeno 24 raketnih lansera WM-120 koji su kasnije predstavljeni na vojnoj vježbi jordanskih oružanih snaga.[3][4]
- Peru: nabavljen je nepoznat broj WM-120 lansera.[4]

## Vidjeti također
- Type 83
- A-100

## Vanjske poveznice
- China has modernized missile system, WM-80[neaktivna poveznica]
- FAS.org - Type 83 273mm rocket / WM-80 273mm rocket
- Deagel.com - WM-80